# Kvinnan i sanden
För filmatiseringen av denna roman, se Kvinnan i sanden (film).
Kvinnan i sanden (originaltitel: 砂の女; Suna no Onna) är en roman skriven av den japanska författaren Kōbō Abe, den publicerades 1962 och vann Yomiuri's litteraturpris.

## Handling
Boken handlar om en insektsintresserad lärare som reser iväg under en helg för att ägna tid åt sitt stora intresse, insekter och sand. Men hans semester blir inte som han tänkt sig. Han blir tillfångatagen, och satt att jobba med en kvinna, som gräver sig djupare ner i sanden för varje dag.

## Filmatisering
Romanen filmatiserades 1964 som Suna no onna (Kvinnan i sanden) av regissören Hiroshi Teshigahara.